# Purzec
Purzec – wieś w Polsce położona w województwie mazowieckim, w powiecie siedleckim, w gminie Siedlce.  Ma status sołectwa. Leży 5 km od centrum Siedlec. Przez Purzec przebiega droga powiatowa do wsi Strzała. Przez wieś przepływa rzeka Liwiec wyznaczając północną granicę wsi.
Dawniej miejscowość ta znana była jako Purzyce należące do gminy Niwiska. W 1827 roku wieś liczyła 9 domów i 77 mieszkańców, a w 1888 roku 13 domów i 113 mieszkańców.
Wierni Kościoła rzymskokatolickiego należą do parafii Świętego Józefa w Siedlcach.
W latach 1975–1998 miejscowość administracyjnie należała do województwa siedleckiego.